# Ameropterus peruvianus
Ameropterus peruvianus is een insect uit de familie van de vlinderhaften (Ascalaphidae), die tot de orde netvleugeligen (Neuroptera) behoort. 
Ameropterus peruvianus is voor het eerst wetenschappelijk beschreven door Van der Weele in 1909.